# Fédération géorgienne de football
Pour les articles homonymes, voir GFF.
La Fédération géorgienne de football (en géorgien : საქართველოს ფეხბურთის ფედერაცია ; en anglais, Georgian Football Federation ou GFF) est une association regroupant les clubs de football de Géorgie et organisant les compétitions nationales et les matchs internationaux de la sélection de ce pays.  
La Fédération nationale de Géorgie est fondée dès 1989. Elle est affiliée à la FIFA depuis 1992 et est membre de l'UEFA depuis 1992. 
Au 5 janvier 2017, la fédération a pour membres de Comité directeur, Levan Kobiashvili -président-, Akaki Aladashvili, Nikoloz Jgarkava, Kakha Tchumburidze et Aleksandre Iashvili -vice-présidents-, et Davit Mujiri -secrétaire général-. 